# Préludes de la Révolution française
 (décembre 2012).
Si vous disposez d'ouvrages ou d'articles de référence ou si vous connaissez des sites web de qualité traitant du thème abordé ici, merci de compléter l'article en donnant les références utiles à sa vérifiabilité et en les liant à la section « Notes et références ».
 (décembre 2012).
Améliorez-le ou discutez des points à vérifier. 
Cet article traite des préludes de la Révolution française.

## Prélude: la crise financière (10 décembre 1770 - 25 mai 1787)
Les finances royales de Louis XVI sont en crise : la Couronne de France, qui ne fait qu'une avec le royaume de France, croule sous les dettes, ce qui va pousser le roi à augmenter les impôts auxquels est assujetti le Tiers état.
Pendant les règnes de Louis XV et Louis XVI, plusieurs ministres, parmi lesquels Turgot, proposent vainement de réformer la fiscalité en imposant les nobles. 
De telles mesures rencontrent une forte résistance dans les Parlements, alors dominés par la noblesse.
Par ailleurs, la France s'est engagée dans la guerre d'indépendance américaine d'abord par la fourniture de matériel et d'aides en faveur des insurgés (1776), puis dans une guerre officielle en 1778. 
L'aide française navale et terrestre permet la victoire américaine, notamment à la bataille de Yorktown, et se conclut par le prestigieux traité de Paris de 1783. Mais cela pour le coût effroyable de plus d'un milliard de livres tournois à ajouter à la situation déjà catastrophique des finances françaises.

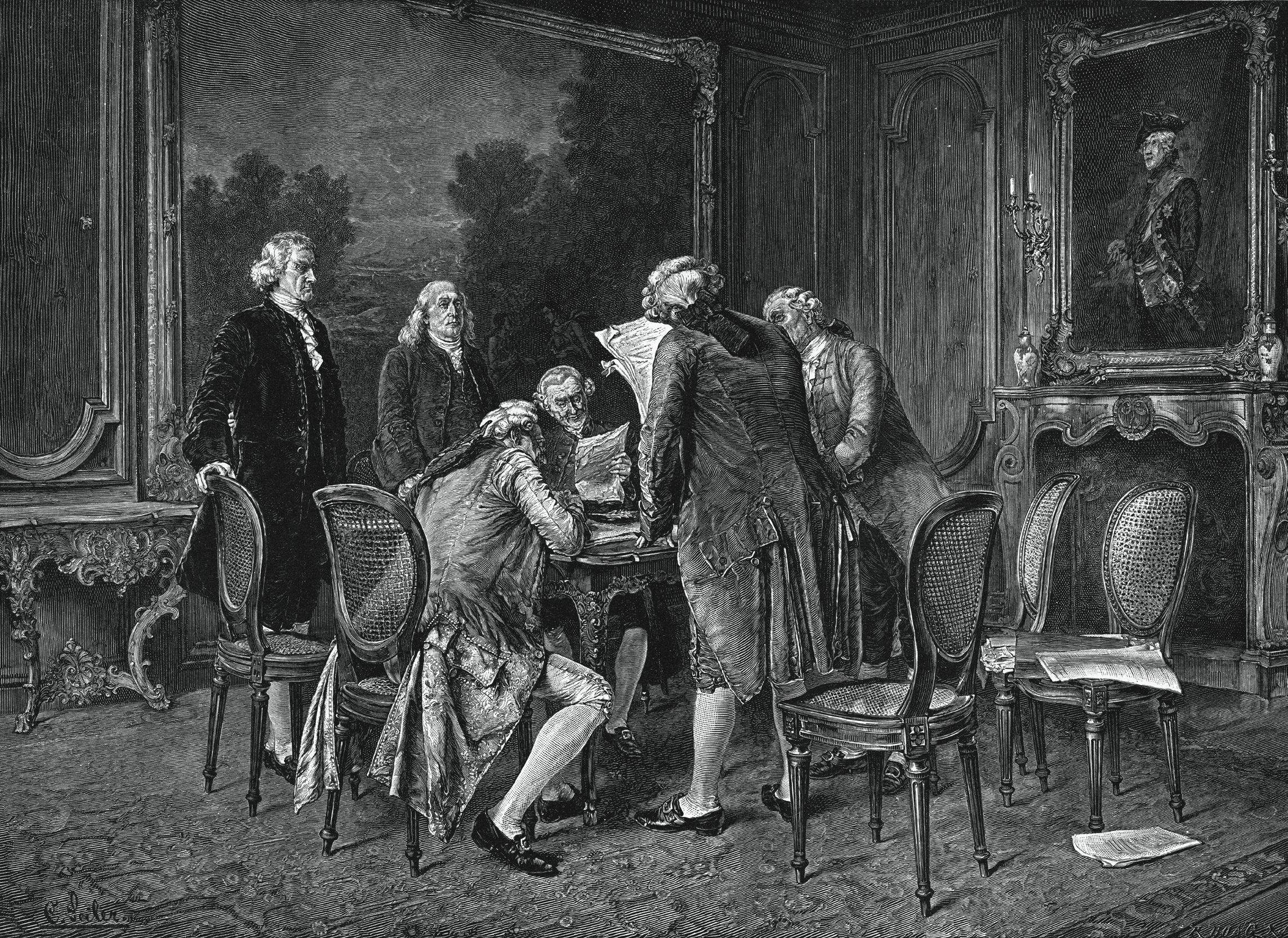
Signature d'un préliminaire au traité de Paris, le 30 novembre 1782.

Comme le besoin d'augmenter les impôts place le roi dans une position difficile avec la noblesse, Maurepas, alors Premier ministre, choisit comme ministres des « hommes nouveaux » selon l'expression de François-Auguste Mignet. Turgot, Chrétien de Malesherbes, et Jacques Necker tentent l'un après l'autre de réformer le système d'imposition et de procéder à d'autres réformes, comme diminuer l'extravagance de la cour, mais aucun ne réussit. Les dépenses somptuaires représentent moins de 1 % des recettes de l'État, et le service de la dette en absorbe 80 %. Cette dette énorme provient essentiellement de la guerre d'indépendance des États-Unis.
À l'inverse, Calonne, nommé ministre des Finances en 1783, permet à nouveau des dépenses extravagantes dignes de l'époque de Louis XIV. 
Lorsque Calonne fait se réunir une Assemblée des notables le 22 février 1787 pour aborder la question de la situation financière, la France est quasiment en banqueroute : plus personne n'est prêt à prêter de l'argent au roi pour satisfaire les dépenses de la cour et du gouvernement. 
Selon Mignet, les emprunts s'élèvent à « un milliard six-cent quarante six millions... et... il y avait un déficit annuel ... de 140 millions de livres ». 
Calonne est alors remplacé par son principal opposant Étienne-Charles de Loménie de Brienne, archevêque de Sens, mais la situation reste inchangée : le gouvernement n'a plus d'emprunts possibles. 
Pour essayer d'y remédier, l'Assemblée des notables approuve l'établissement des assemblées provinciales, une règlementation du commerce du blé, l'abolition des corvées, et un nouvel impôt sur le timbre ; puis elle se retire le 25 mai 1787.
La lutte qui s'ensuit avec les parlements, pour faire appliquer ces décisions, montre un des premiers signes de la fin de la société de l'Ancien Régime.
Devant ces problèmes,
- les protestants sont rétablis dans leurs droits (Édit de Versailles) ;
- Louis XVI promet une publication annuelle de l'état des finances du royaume ;
- Louis XVI promet de convoquer les États généraux dans les cinq ans qui suivent.

Les parlements de provinces manifestent leur opposition à la tyrannie ministérielle. En réponse, plusieurs nobles dont Louis Philippe II d'Orléans sont bannis ce qui déclenche une série de décisions contradictoires et conflictuelles entre le roi et les parlements. Des troubles éclatent en Dauphiné, Bretagne, Provence, Flandre, Languedoc, et Béarn.
Malgré la doctrine de l'ancien régime selon laquelle la France est une monarchie absolue, il devient clair que le gouvernement royal ne peut procéder aux changements nécessaires sans l'accord de la noblesse. 
La crise financière est devenue une crise politique.

## Prélude: De l'Affaire de Guines (1771-1784) à l'Affaire du collier de la reine (1784-1786)
Scandales judiciaires et politiques : de l'"intervention" intempestive de Marie-Antoinette dans les affaires d'Adrien Louis de Bonnières jusqu'à l'affaire du collier de la reine (le Mariage de Figaro relève d'ailleurs cette influence suivant son milieu de naissance entre petits et grands).

## Prélude: La crise frumentaire (avril 1775 - juillet 1789)
La guerre des farines peut être considérée comme une des causes de la révolution française.

## Prélude: La crise des Parlements (24 décembre 1770 - 10 mai 1788)
Période qui se déroule de la crise des Parlements de René-Nicolas de Maupeou à Chrétien-François de Lamoignon de Bâville : du 10 décembre 1770 au 10 mai 1788 ou plutôt de la disgrâce de Choiseul (24 décembre 1770) à l'échec du "coup d'État de Lamoignon" du 8 mai 1788 (d'où la rentrée des parlementaires le 23 septembre 1788).

## Prélude (13 juillet 1787 - 4 mai 1789): Convocation des États généraux de 1789

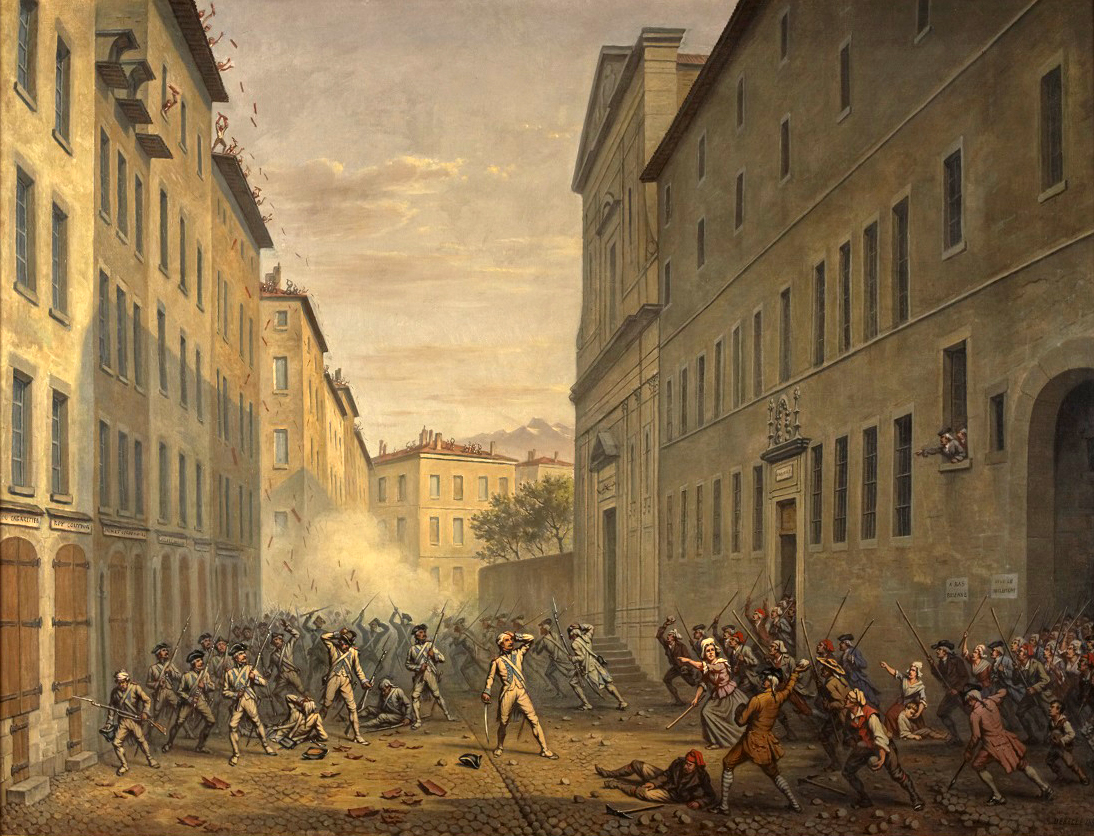
La Journée des Tuiles du 7 juin 1788 peinte par Alexandre Debelle un siècle après les évènements,
(musée de la Révolution française).

Le 13 juillet 1787, après la réunion de l'assemblée des États du Dauphiné à Vizille, le parlement et la noblesse demandent au roi qu'il convoque les États généraux. Le 18 décembre 1787, le roi promet de convoquer les États généraux dans les cinq ans.
En 1788 a lieu la « Journée des Tuiles de Grenoble » : les protestations des familles touchées par la catastrophe économique se multipliant depuis mai, ces agitations poussent la garnison à intervenir le 7 juin. Celle-ci est reçue par des jets de tuiles lancées par les habitants de Grenoble montés sur les toits. Après la « journée des tuiles », une Réunion des états généraux du Dauphiné (noblesse, clergé, tiers état) se tient au château de Vizille et décide la grève des impôts tant que les États Généraux de la province n'auront pas été convoqués par le roi pour les voter.
Après l'échec de Loménie de Brienne le 25 août 1788, alors chargé du contrôle des Finances de la Nation, et avec le retour de Necker en lieu et place de Brienne, Louis XVI, incapable de rétablir l'ordre, cède en août 1788.
La perspective des États généraux rallume le conflit d'intérêts entre la noblesse et le tiers état (en théorie, tous les hommes du peuple ; en fait, les classes moyennes, la bourgeoisie). La société a changé depuis 1614. Le clergé et la noblesse ne représentent ensemble que 2 % de la population. Le tiers état, qui représente théoriquement les 98 % restants, détient en fait une proportion de plus en plus importante de la richesse du pays. Il a rarement été associé aux deux autres Ordres en assemblée consultative du roi. En effet, seuls le clergé et la noblesse pouvaient auparavant voter. Beaucoup de bourgeois voient néanmoins la convocation des États généraux comme une chance de gagner du pouvoir.
Selon le modèle de 1614, les États généraux doivent se composer du même nombre de représentants de chaque ordre. Le tiers état demande une double représentation, qu'ils ont déjà dans les assemblées de province. Cette requête devient un sujet pour les auteurs de pamphlets, dont le plus remarquable est celui de l'abbé Emmanuel-Joseph Sieyès Qu'est-ce que le Tiers-État ?. Necker, espérant éviter le conflit, convoque une deuxième assemblée des notables le 6 décembre 1788 ; mais, l'aristocratie rejette l'idée d'une double représentation. En convoquant cette assemblée, Necker a tout bonnement souligné l'opposition des nobles à une politique forcée.
Passant outre, un décret royal du 27 novembre 1788 annonce que les États généraux doivent réunir au moins mille députés ; ceci garantit de fait la double représentation. En outre, les protestants peuvent être députés pour le tiers état. Selon Mignet, après des élections honnêtes, « la délégation de la noblesse comprenait deux cent quarante-deux aristocrates et vingt-huit membres du Parlement ; celle du clergé, quarante-huit archevêques ou évêques, trente-cinq abbés ou doyens, et deux cent huit curés; et celle du tiers état, deux ecclésiastiques, douze nobles, dix-huit magistrats des villes, deux cents membres de comtés, deux cent douze avocats, seize physiciens, et deux cent seize marchands et paysans. » D'autres sources proposent des données légèrement différentes.
La forte proportion de curés est due à la réduction de la portion congrue dans les années 1770-1780. La portion congrue (qui veut dire : la part suffisante) est la part de la dîme, l'impôt prélevé par l'Église, que les évêchés laissent aux curés pour qu'ils puissent vivre. La réduction de cette portion congrue a été telle que les prêtres sont parfois plus pauvres que leurs paroissiens, et se retrouvent donc très proches de leurs préoccupations. Le sujet fait débat plusieurs fois, les curés tentant d'obtenir un rééquilibrage, mais l'épiscopat campe sur ses positions. Les curés profitent donc de la convocation des États généraux pour élire, non leur hiérarchie comme d'habitude, mais leurs pairs, comptant bien discuter de ce problème. Dès l'élection des représentants, les privilégiés se retrouvent donc en minorité, même en conservant le système de vote traditionnel.
Des sociétés commencent à se constituer, comme la société des amis de la Constitution à Versailles en avril 1789 (futur Club des jacobins) et la société patriotique de 1789. Fin avril, à Paris, l'Affaire Réveillon agite le Faubourg Saint-Antoine. Le 5 mai 1789 s'ouvrent à Versailles les États généraux de 1789.

## Des États généraux à l'Assemblée Constituante (5 mai 1789 - 17 juin 1789)

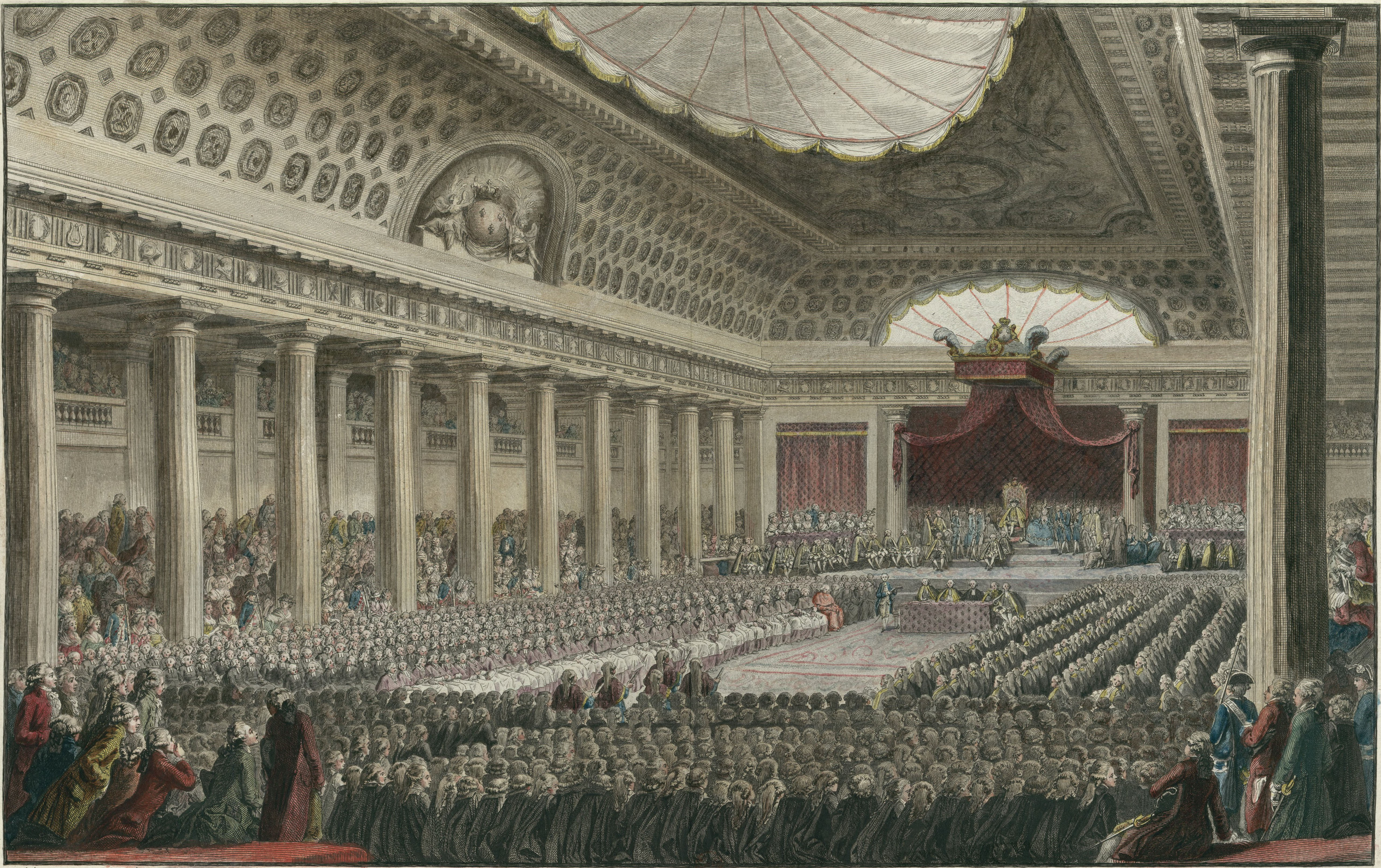
5 mai 1789 à Versailles.

Quand les États généraux se réunissent à Versailles le 5 mai 1789 entourés de nombreuses festivités, de nombreux représentants du tiers état voient, au début, la double représentation comme une révolution déjà pacifiquement terminée. Cependant, avec l'étiquette de 1614 fortement observée, les insignes royaux du clergé et de la noblesse, le placement des députés des trois ordres suivant le protocole d'un ancien temps, tout laisse apparaître, en fait, que rien n'a été terminé.
Quand Louis XVI et Barentin (Garde des Sceaux) s'adressent aux députés le 6 mai, le tiers état découvre que le décret royal garantissant la double représentation est quelque peu une imposture. Bien sûr, ils ont plus de représentants que les deux autres ordres réunis, mais le processus de vote doit être par ordre : les 578 représentants du tiers état, après délibération, vont voir leur vote collectif peser exactement aussi lourd que celui de chaque autre ordre.
L'intention apparente du roi et de Barentin est que chacun en vienne directement à la matière des impôts. La plus grande représentation du tiers état doit être seulement symbolique, sans leur donner aucun pouvoir supplémentaire. Necker est plus compatissant envers le tiers état, mais en cette occasion il parle seulement au sujet de la situation fiscale, laissant le soin à Barentin de parler de la façon dont les États généraux doivent fonctionner.
Essayant d'éviter la question de la représentation et de se concentrer seulement sur les impôts, le roi et ses ministres ont très mal jugé la situation. Le tiers état veut que les ordres se réunissent en tant qu'un ensemble et qu'on compte une voix par député (votant par scrutin plutôt que par ordre). Alors qu'ils veulent dénoncer l'absolutisme royal, les deux autres ordres croient - et l'Histoire allait le prouver - qu'ils vont perdre plus de pouvoir sur le tiers état qu'en gagner sur le roi. Le ministre Necker a été compatissant envers le tiers état dans ce sens mais l'astucieux financier est un politicien moins doué. Il décide de laisser le problème dans l'impasse.
Ainsi, avant même que le roi accorde quoi que ce soit au tiers état, il semble que la décision du roi s'apparente à une concession faite par la monarchie, plutôt qu'un cadeau qui aurait convaincu le peuple de la possibilité d'un espoir.
L'impasse est immédiate. La première préoccupation des États généraux est la vérification des pouvoirs. Mirabeau, noble lui-même mais choisi pour représenter le tiers état, essaie sans succès de réunir les trois ordres dans une seule pièce pour en discuter. Au lieu de discuter des impôts du roi, les trois ordres commencent par discuter séparément non pas des impôts mais de l'organisation de la législature. La navette diplomatique continue ainsi sans résultat jusqu'au 27 mai 1789, quand les nobles décident fermement de garder le système de vérification séparée. Le jour suivant, l'abbé Sieyès (un membre du clergé, mais — comme Mirabeau — choisi pour représenter le tiers état) déclare que le tiers état, qui se réunit maintenant en communes, poursuit la vérification et invite les deux autres ordres à y participer, mais ne les attend plus.
Le 17 juin 1789, avec l'échec de réconciliation des trois ordres, les communes mettent en place leur propre processus de vérification, devenant ainsi le seul domaine dont les pouvoirs sont convenablement légalisés. Les communes votent presque immédiatement une mesure bien plus radicale : elles se constituent en une Assemblée nationale, une assemblée non pas des ordres mais du peuple. Ils invitent les autres ordres à se joindre à eux, mais indiquent clairement qu'ils ont l'intention de s'occuper de la nation, avec ou sans eux.

## Fin de la monarchie absolue: Assemblée Constituante et Bastille (18 juin 1789 - 14 juillet 1789)
L'Assemblée fraîchement élue s'occupe immédiatement des finances - trouver les crédits nécessaires au comblement de la dette nationale - et du peuple. La dette publique est consolidée, et les impôts existants sont déclarés illégaux, mais provisoirement reconduits pour la durée de l'exercice de l'assemblée. Cela restaure la confiance des financiers et leur donne un fort intérêt pour son maintien en place. Pour le tiers état, des comités sont créés pour résoudre les problèmes de manque de nourriture.
Le précédent plan de Necker — de conciliation, un arrangement complexe dont la principale idée était d'accepter quelques points en faveur du Tiers tout en restant ferme sur les autres — a été dévié par des événements.
Plus intéressé par les conseils de Necker, Louis XVI, sous l'influence des courtisans de son conseil privé, résout d'aller à l'Assemblée, pour annuler ses décrets, commander la séparation des ordres, et dicter les réformes à effectuer par les États généraux reconstitués.
Cependant Louis XVI reste à Marly et fait fermer la salle, pour empêcher l'Assemblée de se réunir quelques jours, le temps d'être lui-même prêt. L'Assemblée déplace ses délibérations dans la salle du jeu de paume, où les députés prêtent le serment du Jeu de paume (le 20 juin 1789), de ne pas se séparer tant qu'ils n'auront pas donné à la France une constitution.
Deux jours plus tard, privée de l'entrée dans la salle du jeu de paume, l'Assemblée Nationale se réunit dans l'église de Saint-Louis, où elle est rejointe par la majorité des représentants du clergé : les efforts pour restaurer le vieil ordre ont servi seulement à accélérer les événements. Quand, le 23 juin 1789, en accord avec ses plans, le roi s'adresse finalement aux représentants des trois ordres, il est reçu dans un silence plombé.
Il conclut en ordonnant à tous de se disperser, et est obéi par les nobles et le clergé ; les députés du tiers état restent assis dans un silence qui est finalement brisé par Mirabeau :

« Une force militaire entoure l'Assemblée ! Où sont les ennemis de la nation ? Est-ce Catilina à nos portes ? J'exige qu'en vous investissant avec votre dignité, avec votre puissance législative, vous vous enfermiez dans le respect de votre serment. Il n'est pas permis de vous séparer jusqu'à ce que vous ayez formé une constitution. »

Les députés restent fidèles à leur promesse.
L'histoire rapporte en outre cette réponse qu'aurait faite Mirabeau au maître de cérémonie le marquis Henri-Évrard de Dreux-Brézé, envoyé du roi :

« Allez dire à ceux qui vous envoient que nous sommes ici par la volonté du peuple et que nous n'en sortirons que par la force des baïonnettes. »

Necker, remarqué pour son absence de la fête royale du jour, tombe en disgrâce, mais revient dans les bonnes grâces de l'Assemblée Nationale. Les membres du clergé et quarante sept membres de la noblesse, dont le duc d'Orléans, qui ont rejoint l'Assemblée à la chapelle Saint-Louis, restent auprès du Tiers.
Le roi fait venir des troupes en nombre autour de Paris et de Versailles. De nombreux messages de soutien arrivent à l'Assemblée de Paris. Le 9 juillet 1789 l'Assemblée, se reconstituant en tant qu'Assemblée constituante nationale, s'adresse au roi en termes respectueux mais fermes, demandant le déplacement des troupes (dont les régiments étrangers, dont l'obéissance au roi est de loin plus grande que celle des troupes françaises), mais Louis XVI déclare que lui seul peut juger le besoin de troupes, et assure à l'Assemblée que les troupes sont strictement une mesure conservatoire. Louis XVI offre de déplacer l'Assemblée à Noyon ou à Soissons : c'est-à-dire, pour la placer entre deux armées et la priver de l'appui du peuple parisien, unanime dans son soutien à l'Assemblée et proche de l'insurrection.
La pression modifie les discussions de l'Assemblée ; la conversation politique déborde de l'Assemblée dans les places et les halls publics de la capitale. Le Palais royal et ses alentours sont devenus l'emplacement d'une réunion continue. Le 30 juin, la foule parisienne ouvre les prisons de l'Abbaye pour libérer quelques grenadiers des gardes françaises qui ont été emprisonnées car ils avaient refusé de faire feu sur le peuple. L'Assemblée les recommande à la clémence du roi ; ils retournent à la prison, et reçoivent le pardon. Leur régiment a rejoint la cause populaire.
Le 11 juillet 1789 avec des troupes à Versailles, Sèvres, au Champ de Mars, et à Saint-Denis, le roi, agissant sous l'influence des nobles conservateurs de son conseil privé, renvoie Necker (qui est parti pour Bruxelles), et compose un nouveau ministère. Le maréchal Victor François, duc de Broglie, La Galissonnière, le duc de Vauguyon, le baron Louis de Breteuil, et l'intendant Foulon, sont nommés pour remplacer Louis Pierre de Chastenet de Puységur, Armand Marc de Montmorin Saint-Hérem, La Luzerne, Saint Priest, et Necker.

Prise de la Bastille le 14 juillet 1789

La nouvelle du renvoi de Necker atteint Paris dans l'après-midi du dimanche 12 juillet 1789, où elle est interprétée comme un coup d'État des conservateurs. La foule constitue des réunions dans toute la ville, avec plus de dix mille personnes au Palais Royal. Camille Desmoulins, selon Mignet, rallie la foule autour de lui, monté sur une table, pistolet au poing, s'exclamant :

« Citoyens, il n'y a pas de temps à perdre ; le renvoi de Necker est le signal d'une Saint-Barthélemy des patriotes ! Cette nuit, les régiments allemands et suisses quitteront le champ de Mars pour tous nous massacrer ; notre seule ressource est de prendre les armes ! »

Une foule grandissante, brandissant des bustes de Necker et du duc d'Orléans, se déplace jusqu'à la place Vendôme, où a été placé un détachement du Royal-allemand, et le noie sous une pluie de pierres. Sur la place Louis XV, les dragons du prince de Lambesc tirent sur le porteur d'un des bustes ; un soldat est également tué. Lambesc et ses soldats les poursuivent, attaquant non seulement les manifestants mais aussi ceux qu'ils croisent sur leur chemin.
Le régiment de la Garde française favorablement disposé envers la cause populaire, est confiné dans ses casernes. Avec Paris transformé en émeute générale, Lambesc, ne faisant pas confiance au régiment pour obéir à cet ordre, poste soixante dragons devant son dépôt de la Chaussée-d'Antin. De nouveau, une mesure prévue pour prévenir sert seulement à provoquer. Les Gardes françaises arrivent, tuent deux dragons, en blessent trois et mettent le reste en fuite. La rébellion citoyenne a acquis à sa cause un régiment entraîné.
Les rebelles se réunissent dans et autour de l'Hôtel de Ville et sonnent le tocsin. La méfiance entre les conseillers regroupés dans l'Hôtel de Ville et la foule qui l'entoure est aggravée par l'incapacité de la municipalité de fournir des armes au peuple parisien. Entre l'insurrection politique et le pillage opportuniste, Paris est un chaos. À Versailles, l'Assemblée tient fermement sur ses positions, et entame une session continue de façon à ne pas être à nouveau privée de son espace de réunion.